# Kerk van Saint-Cyprien (Dordogne)
De Sint-Cyprien in Saint-Cyprien (Dordogne) De kerk werd in 1841 geclassificeerd als historisch monument. Het gebouw werd in 1923 als historisch monument vermeld.